# Sapulpa
Sapulpa ist eine US-amerikanische Stadt im Bundesstaat Oklahoma. Sie liegt im Creek County und seit 2013 auch zu einem kleinen Teil im Tulsa County. Sie ist die Verwaltungshauptstadt (County Seat) des ersteren. Das U.S. Census Bureau hat bei der Volkszählung 2020 eine Einwohnerzahl von 21.929 ermittelt.

## Geschichte
Die Stadt wurde nach dem ersten dauerhaften Siedler der Gegend benannt, einem Indianer namens Sapulpa vom Stamm der Kasihta aus Osocheetown im heutigen Alabama. Um 1850 errichtete er einen Handelsposten in der Nähe des Zusammenflusses von Polecat und Rock Creeks (etwa eine Meile (1,6 km) südöstlich der heutigen Innenstadt von Sapulpa). Als die Atlantic and Pacific Railroad (später als Frisco bekannt) 1886 eine Stichstrecke zu diesem Gebiet baute, wurde es als Sapulpa Station bekannt. Das Postamt von Sapulpa wurde am 1. Juli 1889 gegründet. Die Gemeinde Sapulpa wurde am 31. März 1898 gegründet.
Nachdem Oklahoma zum Bundesstaat wurde, hielt jeder County eine Wahl ab, um den Standort des County Seat zu bestimmen. Sapulpa konkurrierte mit Bristow als Kreissitz von Creek County. Nach fünf Jahren umstrittener Wahlen und Gerichtsverfahren wurde die Frage am 1. August 1913 vom Obersten Gerichtshof von Oklahoma entschieden. Sapulpa wurde zum Sieger erklärt. Das Bezirksgericht wurde 1914 fertiggestellt und ersetzte ein früheres Gebäude aus dem Jahr 1902.
Die Gegend um Sapulpa produzierte zur Zeit der Stadtgründung hauptsächlich Walnüsse. 1889 wurde die Frisco-Strecke zwischen Oklahoma City und Tulsa eröffnet, die durch Sapulpa führte. Die Frisco errichtete in Sapulpa einen Rangierbahnhof und bestimmte Sapulpa im Jahr 1900 als Standort für einen Überholungsstützpunkt für ihr rollendes Material. Ebenfalls im Jahr 1900 wurde mit dem Bau der Strecke von Sapulpa nach Denison, Texas, begonnen und im März 1901 fertiggestellt. Die Eisenbahnverbindung sorgte für einen industriellen Aufschwung in der Stadt, insbesondere der Glasindustrie. Sapulpa wurde als Crystal City of the Southwest (Kristallstadt des Südwestens) bekannt.
Die Lokalzeitung, der Sapulpa Daily Herald erlangte Anfang November 2008 nationale Medienaufmerksamkeit, weil er nicht über die Wahl von Barack Obama zum Präsidenten berichtete, sondern nur meldete, dass John McCain bei den Wählern von Creek County gewonnen hatte. Kritiker warfen der Zeitung vor, dass diese Unterlassung mit Rassismus zu tun habe, da Obamas Sieg als erster gewählter Afroamerikaner zum Präsidenten ein historisches Ereignis sei. Die Zeitung behauptet, dass sie nur über lokale Ereignisse berichtet. Die Zeitung hatte über jeden einzelnen Präsidentschaftssieg vor dem Sieg Obamas berichtet.

## Demografie
Nach einer Schätzung von 2019 leben in Sapulpa 21.278 Menschen. Die Bevölkerung teilte sich im selben Jahr auf in 78,1 % Weiße, 3,2 % Afroamerikaner, 12,0 % amerikanische Ureinwohner, 1,0 % Asiaten und 5,1 % mit zwei oder mehr Ethnizitäten. Hispanics oder Latinos aller Ethnien machten 5,7 % der Bevölkerung aus. Das mittlere Haushaltseinkommen lag bei 51.655 US-Dollar und die Armutsquote bei 16,0 %.
| Jahr | Einwohner¹ |
| ---- | ---------- |
| 1900 | 891        |
| 1950 | 13.031     |
| 1960 | 14.282     |
| 1970 | 15.159     |
| 1980 | 15.853     |
| 1990 | 18.074     |
| 2000 | 19.166     |
| 2010 | 20.544     |
| 2020 | 21.929     |

¹ 1900 – 2020: Volkszählungsergebnisse

## Söhne und Töchter der Stadt
- Marshall Royal (1912–1995), Jazz-Altsaxophonist und Klarinettist
- G. William Miller (1925–2006), Politiker, Finanzminister sowie Präsident des Federal Reserve System
- E. Nelson Bridwell (1931–1987), Comicautor
- Melinda Mercado (* 1990), Fußballspielerin